# Reusen-Rädertiere
Die Reusen-Rädertiere (Collotheca) sind eine Gattung der Rädertiere (Rotatoria).

## Beschreibung
Die Krone weist 1 bis 7 Lappen auf. Auf den Lappen sind lange Wimperborsten zu Fächern angeordnet, welche Beute in den Fangtrichter wirbeln. Das Mundrohr ist umgebildet zu einem langen Trichter. Ein Querwulst trennt am Grund des Mundrohrs ein Vestibulum ab. 
Reusen-Rädertiere sind meist sesshaft in Gallerttönnchen.

## Systematik
Die Gattung umfasst 47 Arten (Stand: 2007)
Auswahl: 
- Collotheca ornata (Ehrenberg, 1832)
  - Collotheca ornata f. cornuta (Dobie, 1849)
- Collotheca campanulata (Dobie, 1849) (Synonym Collotheca coronetta (Cubitt, 1869))
- Collotheca heptabrachiata (Schoch, 1869)
- Collotheca ambigua (Hudson, 1883)
- Collotheca trilobata (Collins, 1872)
- Collotheca calva (Hudson, 1885)
- Collotheca mutabilis (Hudson, 1885)
- Collotheca pelagica (Rousselet, 1893)
- Collotheca libera (Zacharias, 1984)